# Donald Trump
Donald John Trump, ameriški poslovnež, televizijska osebnost in politik, 45. in 47. predsednik ZDA, * 14. junij 1946, New York, Združene države Amerike.
Trump se je rodil in je odrastel v četrti Queens mesta New York. Študiral je na univerzi Fordham in diplomiral na poslovni šoli Wharton na Univerzi Pensilvanije. Leta 1971 je prevzel upravljanje družinskih nepremičnin, podjetje preimenoval v korporacijo Trump (The Trump Organization) in ga razširil iz Queensa in Brooklyna na Manhattan. Podjetje je gradilo in obnavljalo nebotičnike, hotele, igralnice in igrišča za golf. Trump je pozneje ustanovil več drugih podjetij. Od leta 1996 do leta 2015 je imel v lasti lepotno tekmovanje Miss Universe, od leta 2003 do leta 2015 je produciral in vodil resničnostni šov Vajenec. Medijska družba Forbes je leta 2020 ocenila, da ima Trump v lasti premoženje v vrednosti 2,1 milijarde ameriških dolarjev.
Trump je leta 2016 na volitvah za predsednika kandidiral kot republikanec in je na strankarskih volitvah premagal 16 drugih kandidatov. Politični položaj Donalda Trumpa opisujejo kot populističen, protekcionističen in nacionalističen. Kljub temu, da mu pred volitvami večinoma niso obetali zmage, je novembra 2016 premagal kandidatko Demokratske stranke Hillary Clinton, čeprav je prejel manj glasov volivcev od nje. Postal je najstarejši predsednik ZDA s prvim mandatom in prvi brez predhodnih vojaških ali političnih izkušenj. Njegova izvolitev in politična dejanja so sprožili številne proteste. Trump je med kampanjo in predsedovanjem izrekel več neresničnih ali zavajajočih trditev, kar so mediji opisali kot do takrat nevideni pojav v ameriški politiki. Nekatere njegove komentarje in dejanja so nasprotniki in mediji označili za rasno obarvane ali rasistične.
Trump je med predsedovanjem zaradi varnosti prepovedal vstop državljanom nekaterih držav z muslimansko večino. Razglasil je razbremenilni davčni paket za posameznike in podjetja. Imenoval je tri vrhovne sodnike Neila Gorsucha, Bretta Kavanaugha in Amy Coney Barrett. Ob pandemijo bolezni COVID-19 je zmanjševal pomen grožnje virusa in nasprotoval priporočilom zdravstvene stroke. V zunanji politiki je ZDA umaknil iz transpacifiških trgovinskih pogajanj, pariškega podnebnega dogovora in dogovora o iranskem jedrskem orožju. Za glavno mesto Izraela je priznal Jeruzalem, z uvedbo uvoznih carinskih dajatev sprožil trgovinsko vojno s Kitajsko in umaknil ameriške vojake iz severne Sirije. Trikrat se je sestal s severnokorejskim voditeljem Kim Džong-unom, a pogajanja za denuklearizacijo države niso uspela.
Posebna svetovalna preiskava v letih od 2017 do 2019 je nakazala, da sta Trump in njegov volilni štab leta 2016 zaradi pričakovane politične koristi spodbujala vmešavanje Rusije v ameriške volitve, a ni našla zadostnih dokazov, da bi lahko Trumpa obtožili zarote ali »usklajevanja« z Rusijo. Potem ko je Trump pritiskal na Ukrajino, da bi ta sprožila javno preiskavo njegovih političnih tekmecev, je predstavniški dom decembra 2020 proti njemu sprožil ustavno obtožbo (impeachment) zaradi zlorabe oblasti in obstrukcije kongresa. Sledil je proces pred senatom, v katerem je bil na koncu oproščen.
Na predsedniških volitvah 2020 je Trump izgubil proti Joeu Bidnu. Izid je izpodbijal in zatrjeval, da je prišlo do volilnih prevar, domnevno pritiskal na vladne uradnike in oviral prenos oblasti. Med preštevanjem elektorskih glasov 6. januarja 2021 naj bi v govoru spodbujal svoje podpornike, naj se odpravijo na Kapitol, ki so ga slednji nato napadli in zasedli; v napadu je umrlo pet ljudi, kongres pa so morali evakuirati. Sedem dni po izgredu je predstavniški dom proti Trumpu vložil novo ustavno obtožbo zaradi vzpodbujanja upora, s čimer je postal edini pripadnik zvezne vlade z dvema ustavnima obtožbama. Tudi v drugem postopku obtožbe ni bil spoznan za krivega.
Maja 2024 je bil Trump spoznan za krivega 34 obtožb v povezavi s poneverbami dokumentov s katerimi je skušal vplivati na izid predsedniških volitev leta 2016. Trump je prvi nekdanji ameriški predsednik, ki je bil obsojen kaznivega dejanja.
Na volitvah predsednika ZDA 2024 je ponovno kandidiral za predsednika. 14. julija 2024 je med kampanjo član Republikanske stranke izvedel poskus atentata, v katerem je bil Trump lažje ranjen. Na volitvah 5. novembra je bil izvoljen za 47. ameriškega predsednika in premagal tedanjo podpredsednico Kamalo Harris. Prvič po 20 letih je kandidat Republikanske stranke zmagal ne samo po elektorskih, ampak tudi po ljudskih glasovih. Z izvolitvijo je prav tako postal drugi predsednik, ki je osvojil drugi nezaporedni mandat in se pridružil Groverju Clevelandu, ki mu je to uspelo leta 1892.

## Mladost in izobraževanje
Donald Trump se je rodil 14. junija 1946 v Queensu (New York) očetu Fredu in mami Mary Anne MacLeod. Njegov ded Friderick Trump je kot iskalec boljšega življenja v ZDA prišel iz Nemčije, zaradi birokratskih zapletov pa je moral v Združenih državah ostati trajno. Poleg nemških ima Trump tudi škotske korenine. 
Donald je v dvorcu v soseski Jamaica Estates v Queensu odraščal še s sorojenci Maryanne, Fredom ml. in Elizabeth ter mlajšim bratom Robertom. Fred Trump je vsakemu od svojih otrok plačal približno 20.000 dolarjev na leto - v letu 2024 bi to znašalo 265.000 dolarjev. Trump je bil tako po sodobnih standardih milijonar pri osmih letih.
Trump je  do sedmega razreda obiskoval zasebno šolo Kew-Forest. Bil je težaven otrok in je že zgodaj pokazal zanimanje za očetov posel. Oče ga je vpisal na newyorško vojaško akademijo in zasebni internat. Trump je razmišljal o karieri v šovbiznisu, a se je namesto tega leta 1964 vpisal na Univerzo Fordham. Dve leti pozneje se je prepisal na šolo Wharton na Univerzi v Pensilvaniji, kjer je maja 1968 diplomiral iz ekonomije. 
Med vietnamsko vojno je bil izvzet iz nabora zaradi trditve o kostnih trnih v petah.

## Poslovna kariera
Leta 1971 je prevzel očetovo nepremičninsko podjetje - TRUMP. 
Sodeloval je v resničnostnih šovih - najbolj znan je resničnostni šov Vajenec. Revija Forbes ga je leta 2016 uvrstila na 324. mesto med najbogatejšimi ljudmi na svetu in na 156. mesto na lestvici najbogatejših Američanov s skupnim premoženjem od 4,5 milijarde evrov.
Po tem ko sta leta 2021 podjetji Twitter in Facebook ukinili Trumpove račune, je maja istega leta ustvaril spletno stran "From the Desk of Donald J. Trump", ki je bila v manj kot mesecu dni odstranjena. Kmalu za tem je ustvaril socialno omrežje Truth Social, ki je na aplikaciji App Store na voljo od februarja 2022. 

## Zgodnja politična kariera
Trump se je kot republikanec registriral leta 1987; leta 1999 je bil član Stranke za neodvisnost, podružnice reformne stranke v zvezni državi New York. Nato je večkrat zamenjal svojo strankarsko pripadnost: leta 2001 je postal demokrat; republikanec leta 2009; nepovezani v 2011; in republikanec leta 2012.
Leta 1987 je Trump v večjih časopisih objavil celostranske oglase, v katerih je izražal svoje poglede na zunanjo politiko in kako odpraviti primanjkljaj zveznega proračuna. V politiki se je prvič preskusil leta 2000, ko je organiziral poskusno kampanjo za izvolitev za predsednika Združenih držav Amerike na predsedniških volitvah 2000. Takrat še kot predstavnik Reformne stranke Združenih držav Amerike. Leta 2011 je Trump razmišljal, da bi na predsedniškim volitvah izzval predsednika Baracka Obamo. Februarja je govoril na konservativni politični akcijski konferenci in imel govore v državah z zgodnjimi predizbori.] Maja 2011 je sporočil, da ne bo kandidiral. 

## Predsednik ZDA

### Predsedniške volitve 2016
Od 16. julija 2015 je bil vodilni kandidat Republikanske stranke na ameriških predsedniških volitvah 2016. 19. julija 2016 je na konvenciji republikanske stranke prejel uradno nominacijo stranke skupaj s podpredsedniškim kandidatom Mikom Pencom. Pod geslom "Make America Great Again!" (Naredimo Ameriko spet veliko!) je zagovarjal predvsem končanje izkoriščanja Združenih držav Amerike s strani ostalega sveta, gradnjo zidu na meji z Mehiko, ki naj bi ga slednja tudi plačala. Iz Mehike naj bi po njegovih besedah prihajali kriminalci, posiljevalci in preprodajalci mamil. 
Njegova kampanja, ki je želela pritegniti predvsem razočarane demokratske volivce, je bila deležna mnogih kritik o ksenofobiji in seksizmu. Slednje je sprožilo več pričanj žensk, katerim bi naj Trump plačal za molčečnost ter posnetek, v katerem Trump novinarju v avtobusu pripoveduje, kako lahko osvoji žensko zaradi svojega vpliva. Skoti kampanjo je Trump večkrat okrcal tudi medije in t.i. "fake news" (lažne novice), ki so o njem, njegovem življenju in družinskih članih namerno poročali lažno in negativistično.
Javnomnenjske ankete so nekoliko več možnosti za zmago namenile demokratski kandidatki Hillary Clinton, katere podpredsedniški kandidat je bil Tim Caine. 
9. novembra 2016 je bil Donald Trump izvoljen za 45. predsednika Združenih držav Amerike. Čeprav Hillary Clinton dobila skoraj 3 milijone več glasov volivcev kot Trump, je ta prejel več elektorskih glasov (304 od 538 glasov), ki so ga ustoličili na mesto predsednika. Zmago si je priboril v večini ameriških zveznih držav in sicer na Aljaski, v Kentuckiju, Indiani, Zahodni Virginiji, Oklahomi, Misisipiju, v Južni in Severni Karolini, Alabami, Kansasu, Wyomingu, Južni Dakoti, Severni Dakoti, tradicionalno republikanskemu Teksasu; v Arkansasu, Arizoni, Louisiani, Nebraski, Ohiou, Misuriju, v Montani, na Floridi, Idahu, v Utahu, Iowai, Georgiji, Pensilvaniji, Tennesseeiu in Wisconsinu. Po zmagi je v javnem nagovoru dejal: "obljubljam, da bom predsednik vsem Američanom" . Kmalu po zmagi mu je čestital tudi takratni predsednik Barack Obama ter ga pred inavguracijo povabil na pogovor v Belo hišo. 

### Predsednik ZDA (2017–2021)
Inavguracija je potekala 20. januarja 2017 v Washingtonu. Z njegovim imenovanjem je prva dama Združenih držav Amerike postala Slovenka Melania Trump. 
Leta 2017 je Trumpova administracija sprejela obsežno davčno reformo, znano kot Tax Cuts and Jobs Act, ki je znižala davke za podjetja in posameznike. Ena njegovih ključnih prioritet je bila tudi zaostritev imigracijske politike, pri čemer je uvedel politiko "ničelne tolerance", ki je privedla do ločevanja družin migrantov na meji z Mehiko. Prav tako je poskušal ukiniti zaščito za mladoletne priseljence v okviru programa DACA in začel gradnjo zidu na južni meji. Na področju zdravstvene politike je skušal odpraviti Zakon o dostopni zdravstveni oskrbi (Obamacare), vendar mu tega ni uspelo v celoti doseči. Kljub temu je administracija oslabila nekatere ključne določbe zakona, vključno z odpravo obveznega zdravstvenega zavarovanja.
Prvi Trumpov predsedniški mandat je potekal tudi v začetku pandemije COVID-19, ki je močno vplivala tudi na Združene države Amerike. Trumpova administracija je sprožila Operacijo Warp Speed za razvoj cepiva, vendar je bil kritiziran zaradi neenotnega odziva na krizo, zanikanja resnosti pandemije in širjenja dezinformacij. Kljub uspešnemu hitremu razvoju cepiv se je Trumpova politična priljubljenost zaradi pandemije močno zmanjšala.

#### Zunanja politika
Trump je z uvedbo dodatnih carin sprožil trgovinsko vojno s Kitajsko in jo obtožil, da nepošteno izkorišča ameriško gospodarstvo. Po zaostrovanje meddržavne retorike in groženj z jedrskim orožjem se je trikrat srečal s severnokorejskim voditeljem Kim Džong-unom, vendar kljub velikim pričakovanjem ni dosegel konkretnih rezultatov glede denuklearizacije Severne Koreje - na enem od srečanj je Trump za nekaj sekund kot prvi ameriški predsednik stopil na ozemlje Severne Koreje.
Na Bližnjem vzhodu je priznal Jeruzalem kot prestolnico Izraela in tja preselil ameriško veleposlaništvo, kar je sprožilo napetosti v regiji. Prav tako je posredoval pri sklenitvi Abrahamovih sporazumov, s katerimi so nekatere arabske države normalizirale odnose z Izraelom. V odnosih z Evropo je bil kritičen do zveze NATO in večkrat zagrozil z zmanjšanjem ameriškega prispevka, kar je povzročilo napetosti s tradicionalnimi zavezniki.

### Predsedniške volitve 2020
Ves prvi mandat je namigoval na tudi ponovno kandidaturo in izvolitev, uradno pa je kampanjo napovedal in začel 18. junija 2019 v Orlandu. V novi kampanji je slogan "Make America Great Again" ("Naredimo Ameriko spet veliko") spremenil v "Keep America Great" ("Ohranimo Ameriko veliko"), obdržal pa je podpredsedniškega kandidata Mikea Pencea.
Na volitvah je prejel 74.216.747 glasov oz. 46,8 % glasov, njegov protikandidat, demokrat Joe Biden pa 51,3 %, s čimer je bil izvoljen za novega ameriškega predsednika. Trump poraza sprva ni priznal in vložil več tožb zaradi domnevnih nepravilnostih na volitvah. Večino teh so sodišča zavrnila. Trumpovi podporniki so protestirali na ulicah mest, 6. januarja je prišlo iz strani nekaj protestnikov do vdora v Kapitol. Trump jih je pozval, naj se vrnejo domov. Protestniki so od podpredsednika Penceja in republikanskih senatorjev zahtevali, da Bidna ne potrdijo za novega predsednika. Nekateri senatorji so na glasovanju odrekli podporo novemu predsedniku, Trump je poraz priznal 7. januarja 2021, dan po nasilnem vdoru njegovih podpornikov v Kapitol. Zaradi izgredov je bila Trumpu izglasovana druga ustavna obtožba. Trump se je odločil, da se invaguracije Joeja Bidna ne bo udeležil, se je je pa njegov podpredsednik Mike Pence. Trump in Pence sta se kasneje politično razšla. 
Trumpu je bil dostop do njegovih računov na družbenih omrežjih preprečen že 7. januarja, le dan po vdoru v Kapitol. Zaradi dolgotrajnih kršitev Facebookovih smernic in pravil je bil 4. junija blokiran do leta 2023, po preteku izgona pa se bo vodstvo odločilo, ali Trump še predstavlja narodno grožnjo. Hkrati je tudi zatrdil, da je nedoločena blokada Trumpa neprimerna, Trump pa se je na blokado odzval, da je to sramota. Facebook je spremenil svoje smernice, ki sedaj politike enačijo z drugimi osebami.

### Predsedniške volitve 2024
Na volitvah predsednika Združenih držav Amerike 2024 ponovno kandidira za predsednika, vstop v tekmo je napovedal že 15. novembra 2022. Bil je glavni favorit za strankarsko nominacijo in jo tudi osvojil, 12. marca 2024 je postal verjetni ("presumptive") kandidat stranke za predsednika. Ker ni podpisal zaveze o podpori (The Loyalty Pledge) nominiranemu kandidatu stranke, je bil avtomatsko izločen iz strankarskih soočenj. Podprla sta ga tudi kandidata, ki sta od kandidature pred oz. med primarnimi volitvami odstopila, Tim Scott in Vivek Ramaswamy.
14. julija je bil med kampanjskim mitingom v Pensilvaniji Trump tarča poskusa atentata. Obstreljen je bil v desno uho z malokalibrsko kroglo, ki jo je izstrelil strelec s strehe v bližini dogodka. V streljanju je bil ubit en izmed udeležencev mitinga, še dva pa ranjena. Ubit je bil tudi strelec, 20-letni registrirani republikanec z neznanim motivom. Poskus atentata so ostro obsodili predstavniki obeh političnih polov.
Med 15. in 18. julijem je potekala Republikanska konvencija, na kateri je bil Trump uradno potrjen za kandidata, na njej pa je tudi oznanil podpredsedniškega kandidata, senatorja J. D. Vancea. Na štiridnevni konvenciji sta ga podprla tudi Ron DeSantis in Nikki Haley, nasprotnika iz tekme za strankarsko nominacijo. 18. julija je uradno sprejel nominacijo.
23. avgusta 2024 je neodvisni kandidat Robert F. Kennedy ml., sicer bivši Demokrat, umaknil kandidaturo v desetih ključnih zveznih državah in podprl Donalda Trumpa. V dolgem nagovoru državljanom je poudaril, da je Demokratska stranka postala "stranka vojn, cenzure, korupcije in big-pharme" in obsodil medijsko blokado. Istega dne se je kot poseben gost pridružil Trumpu na predvolilnem zborovanju v Arizoni. 26. avgusta je Trumpa uradno podprla še Tulsi Gabbard, nekdanja demokratska predstavnica in kandidatka za demokratsko nominacijo na volitvah 2020.
21. julija 2024 je takratni predsednik Joe Biden odstopil od ponovne kandidature za predsednika, istega dne je kandidaturo napovedala Kamala Harris, ki jo je Biden tudi podprl.
Trump je zmagal na volitvah novembra 2024 s 312 elektorskimi glasovi, podpredsednica Kamala Harris je prejela 226 glasov, s čimer je Trump postal drugi predsednik v zgodovini ZDA po Groverju Clevelandu, ki je bil izvoljen na nezaporedni drugi mandat. Njegova zmaga leta 2024 je bila del globalnega odziva proti vladajočim strankam, deloma zaradi povečane inflacije v letih 2021–2023. Več medijev je njegovo ponovno izvolitev opisalo kot izjemno vrnitev. 

### Predsednik ZDA (2025– )
Donald Trump je svoj drugi mandat začel z inavguracijo 20. januarja 2025. Postal je najstarejši posameznik, ki je prevzel predsedniški položaj, in prvi predsednik z obsodbo za kaznivo dejanje.
V svojo ožjo ekipo je Trump med drugim imenoval poslovneža Elona Muska, ki je postal vodja Urada za vladno učinkovitost (DOGE), ki ima dostop do številnih zveznih vladnih agencij. Muskove ekipe so v prvem mesecu administracije delovale v osemnajstih oddelkih in agencijah, med drugim so se ukvarjale s plačilnim sistemom Ministrstva za finance v višini 5 bilijonov dolarjev, administracijo za mala podjetja, urad za upravljanje osebja in administracijo splošnih storitev.
Takoj po prevzemu položaja je Trump podpisal vrsto izvršnih ukazov, ki so jih opisali kot kampanjo "šok in strahospoštovanje", ki je preizkusila meje izvršne oblasti. Mnogi so bili takoj deležni pravnih preizkusov. Prvi dan je izdal več izvršilnih ukazov kot kateri koli drug predsednik. Pomilostil je približno 1.500 izgrednikov napada na Kapitol, vključno s tistimi, ki so nasilno napadli policijo, 14 pa jim je kazen omilil. V njegovih prvih tednih je več njegovih dejanj ignoriralo ali kršilo zvezne zakone, predpise in ustavo.  V prvem mesecu svoje administracije je Trump izdal devetdeset izvršnih ukazov, memorandumov in direktiv, njegove ukaze in prizadevanja za zmanjšanje zvezne vlade pa je izpodbijalo približno sedemdeset tožb po vsej državi.

#### Notranja politika
Trump je za težave v vladi in družbi pogosto krivil raznolikost, enakost ter vključenost in »prebujenost« ter enačil raznolikost z nesposobnostjo. Več tovrstnih vladnih politik je razveljavil ali spremenil. Trump je že v inavguracijskem govoru dejal, da sta spola dva; njegova administracija je zavzela agresiven pristop proti temu, kar je imenovala "ideologija spola", s čimer je ukinila možnost spreminjanja spola, navedenega v potnih listih, ustavila zvezno financiranje subjektov, ki nudijo oskrbo, ki potrjuje spol za osebe, mlajše od 19 let, prepovedala transspolne osebe v vojski in preprečila transspolnim ženskam, da tekmujejo v ženskih športnih programih v institucijah, ki prejemajo zvezna sredstva.
V prvih dneh drugega mandata je Donald Trump odredil zamrznitev zaposlovanja v vsej zvezni vladi in prekinitev dela zveznih uslužbencev na daljavo v 30 dneh. Ukazal je tudi revizijo številnih poklicnih položajev javnih uslužbencev z namenom, da bi jih prerazvrstili v poljubna delovna mesta brez zaščite zaposlitve. Začel je z množičnimi odpuščanji zveznih uslužbencev.. Ukazal je konec projektov raznolikosti, pravičnosti in vključevanja (DEI) v zvezni vladi in zaposlene v uradih DEI poslal na dopust. Preklical je izvršilno odredbo 11246, ki je določala afirmativne ukrepe in nediskriminacijske prakse za zvezne izvajalce. Poskusil je blokirati tudi več programov USAID, a so sodniki nekatere ukrepe ustavili.
1. marca 2025 je angelščino razglasil za uradno jezik v Združenih državah Amerike.

#### Zunanja politika
Trumpova zunanja politika v drugem mandatu je bila označena kot imperialistična in ekspanzionistična. Trump je napovedal, da bo Kanada postala 51. zvezna država ZDA, da bo prevzel nadzor nad Panamskim prekopom in kupil Grenlandijo. Ameriški vladi je ukazal, naj preneha financirati in sodelovati s Svetovno zdravstveno organizacijo, in napovedal, da bodo ZDA to organizacijo zapustile. Trumpova in predhodna Bidnova administracija sta pomagali doseči premirje med Izraelom in Hamasom, sprejeto dan pred Trumpovo inavguracijo. Trump je omenil idejo o izpraznitvi Gaze in preselitvi njenega prebivalstva v Egipt ali Jordanijo. Trump je zvišal carine na kitajski uvoz in zagrozil s povišanjem carin na Mehiko, Kanado, Evropsko unijo, Kolumbijo, BRICS, jeklo in aluminij.
28. februarja 2025 se je Trump v Beli hiši gostil ukrajinskega predsednika Volodimirja Zelenskega. Poleg pogovorov o koncu vojne z Rusijo je bil predviden podpis sporazuma, ki bi Združenim državam Amerike dal pravico do pridobivanja redkih mineralov iz ukrajinske zemlje. V zameno za podpis je Kijev zahteval konkretna varnostna jamstva. Srečanje se je kmalu sprevrglo v burno izmenjavo mnenj, v katero se je vključil tudi podpredsednik J. D. Vance, ki je Zelenskemu med drugim očital nehvaležnost za ameriško podporo. Načrtovano kosilo, nadaljnji pogovori in podpis sporazuma so bili odpovedani, Trump pa je Zelenskega odslovil iz Bele hiše. Po dogodku je Zelenskemu podporo izrekla večina evropskih voditeljev, Trumpovo držo pa so pohvalili v Kremlju.

## Zasebno življenje
Trump je bil poročen trikrat. V prvem zakonu z Ivano Trump so se mu rodili trije otroci, Donald ml., Eric in Ivanka. Po ločitvi od Ivane se je poročil z Marlo Maples, s katero ima hčer Tiffany. Od leta 2005 je poročen z Melanio Trump, s katero imata sina Barrona, ki govori tudi slovensko. Julija 2002 je Donald Trump z Melanio priletel na nekajurni obisk v Slovenijo; pristala sta na brniškem letališču, z Melanijinimi starši pa so nato večerjali na Bledu.

### Zdravje
Trump pravi, da nikoli ni pil alkohola, kadil cigaret ali užival drog. Spi približno štiri ali pet ur na noč. Golf je označil za svojo "primarno obliko vadbe", vendar običajno ne hodi po igrišču. Meni, da je telovadba potrata energije, ker verjame, da je telo "kot baterija, s končno količino energije", ki se z vadbo izprazni.
Leta 2015 je njegova ekipa objavila pismo njegovega dolgoletnega osebnega zdravnika Harolda Bornsteina, v katerem je izjavil, da bo "najbolj zdrav posameznik, ki je bil kadarkoli izvoljen za predsednika". Leta 2018 je Bornstein dejal, da je Trump narekoval vsebino pisma in da so trije Trumpovi agenti zasegli njegovo zdravstveno kartoteko v raciji v Bornsteinovi pisarni februarja 2017.

### Vera
Trump je leta 2016 izjavil, da je prezbiterijanec in protestant, čeprav se je leta 2020 začel opredeljevati kot nedenominacijski kristjan.